# Dombay család
Dombay család Nyitra vármegyei család.
1577-ben a Török család Ondrohón vett zálogba birtokrészeket a Dombay családtól. Címeres nemeslevelet 1591. március 8-án Dombay János és Pál kaptak Rudolf magyar királytól Prágában. Dombay Pál fia György 1661-ben Nyitra vármegyében kihirdette nemességét.
György fia Pál Vácra költözött. Pál testvére János Alsócsöpönybe költözött, 1733-ban egy eltiltást tett az esztergomi káptalan előtt, 1737-ben pedig végrendelkezett. Első feleségétől származó fia István alapítja a Bars vármegyei ágat. Második feleségétől származó János fia már Nyitraivánkán lakott, és 1785-ben hunyt el.
A család elterjedt Alsócsöpönyben, Barsendréden, Nyitrán, Nyitraivánkán (Gergelyfalván) és másutt. 1818-ban Nyitra, 1819-ben pedig Pest vármegyében a Vácott lakó Dombay József bizonyitványt kapott nemességéről. Dombay József 1828-ban Nógrád vármegyétől kapott nemességi bizonyitványt.
Címerük a pajzs mezőjében zöld tér fölött álló oroszlán, első jobb lábában kivont kardot, és annak hegyén törökfejet tart. Ugyan ezen alak sisakdíszben növekvőn.

## Neves családtagok

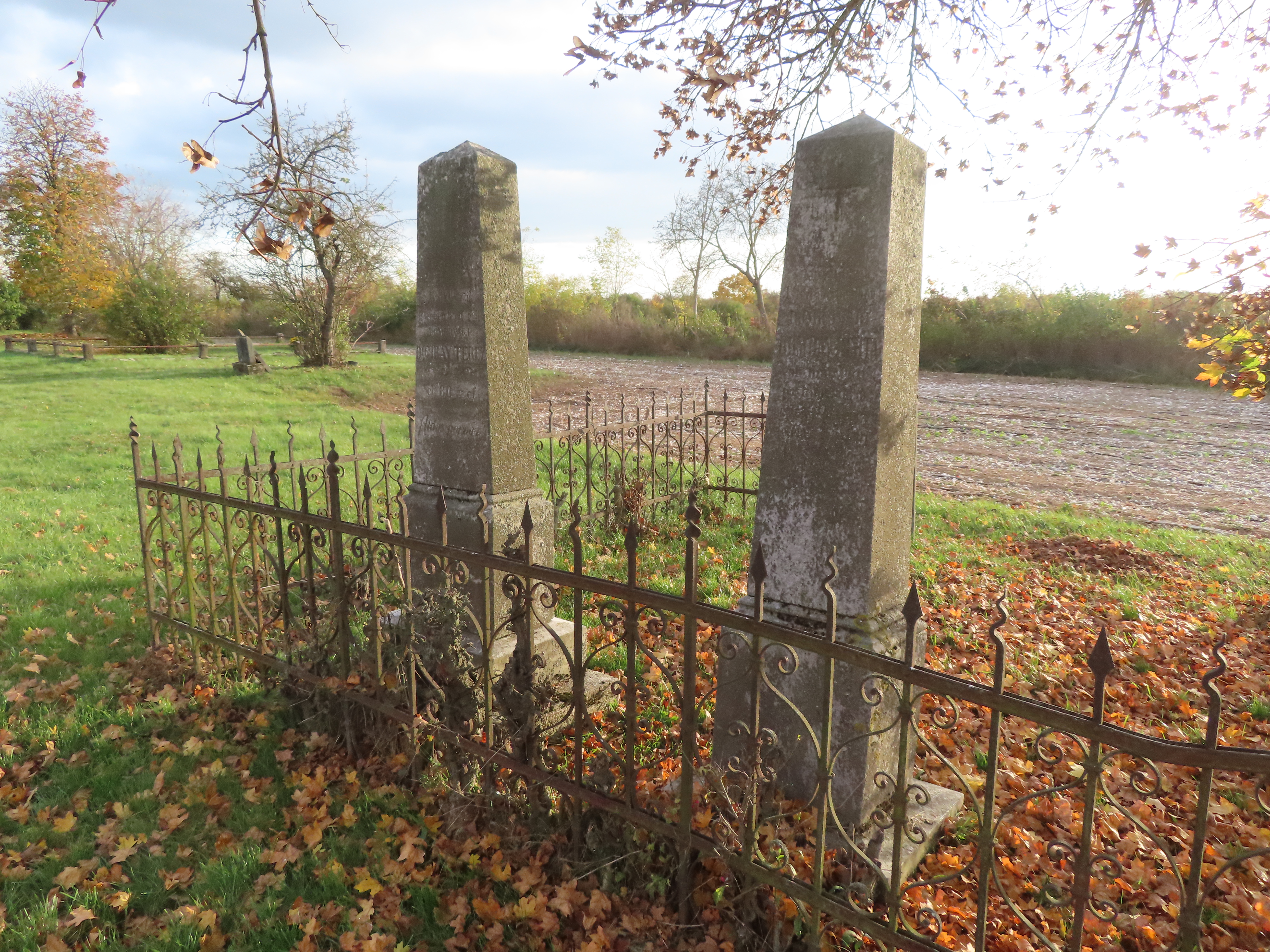
Barsendréd
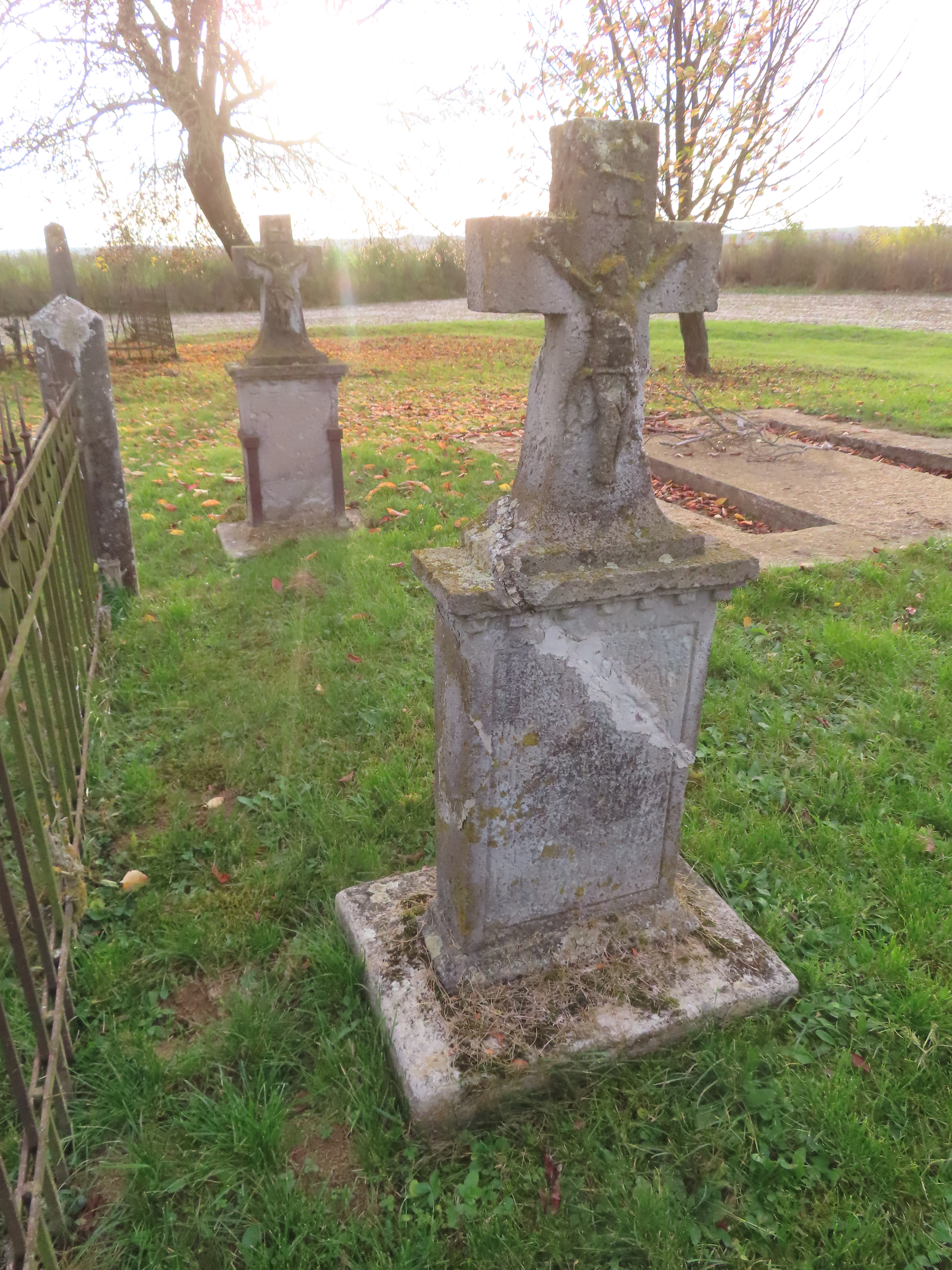
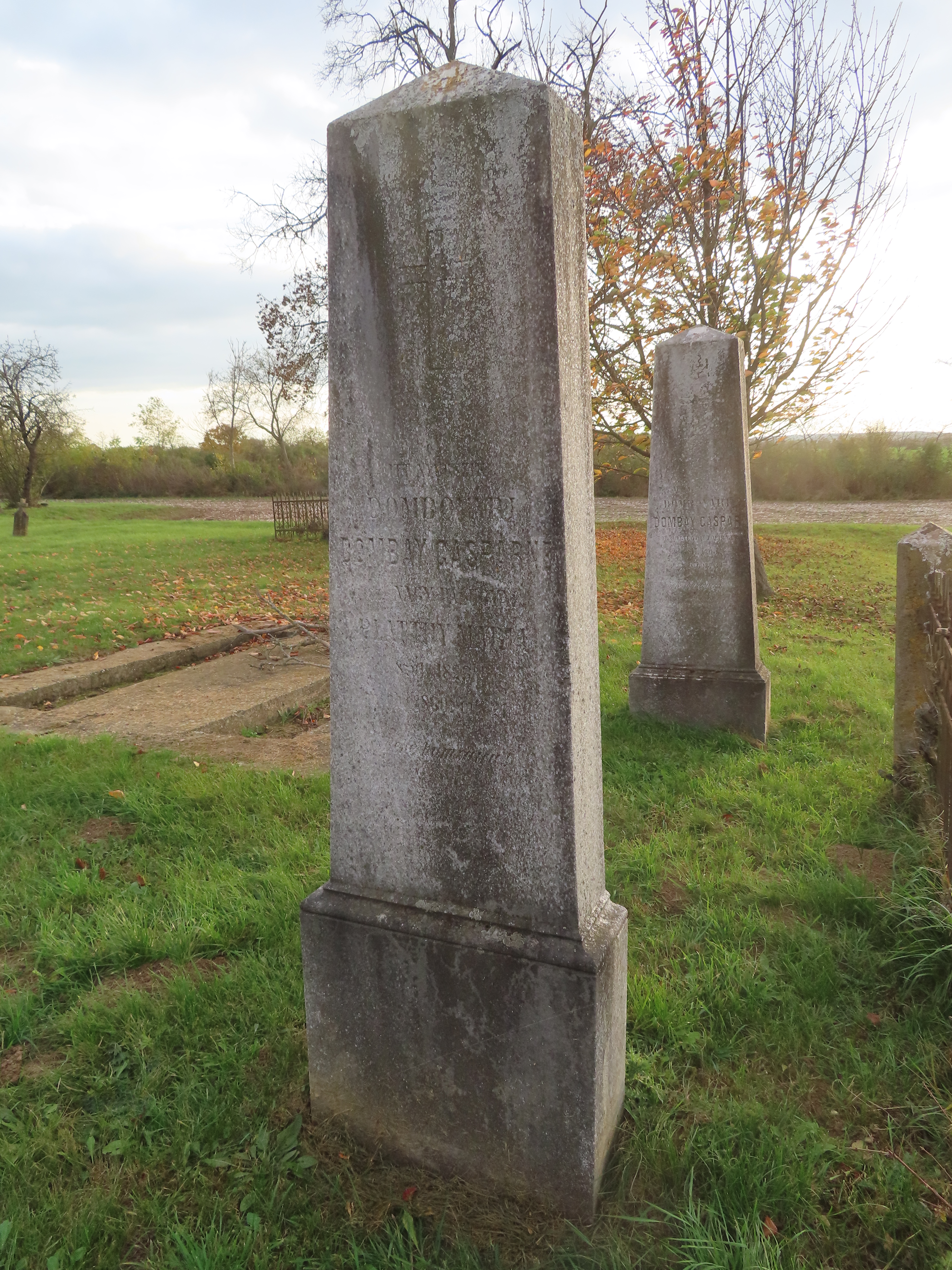
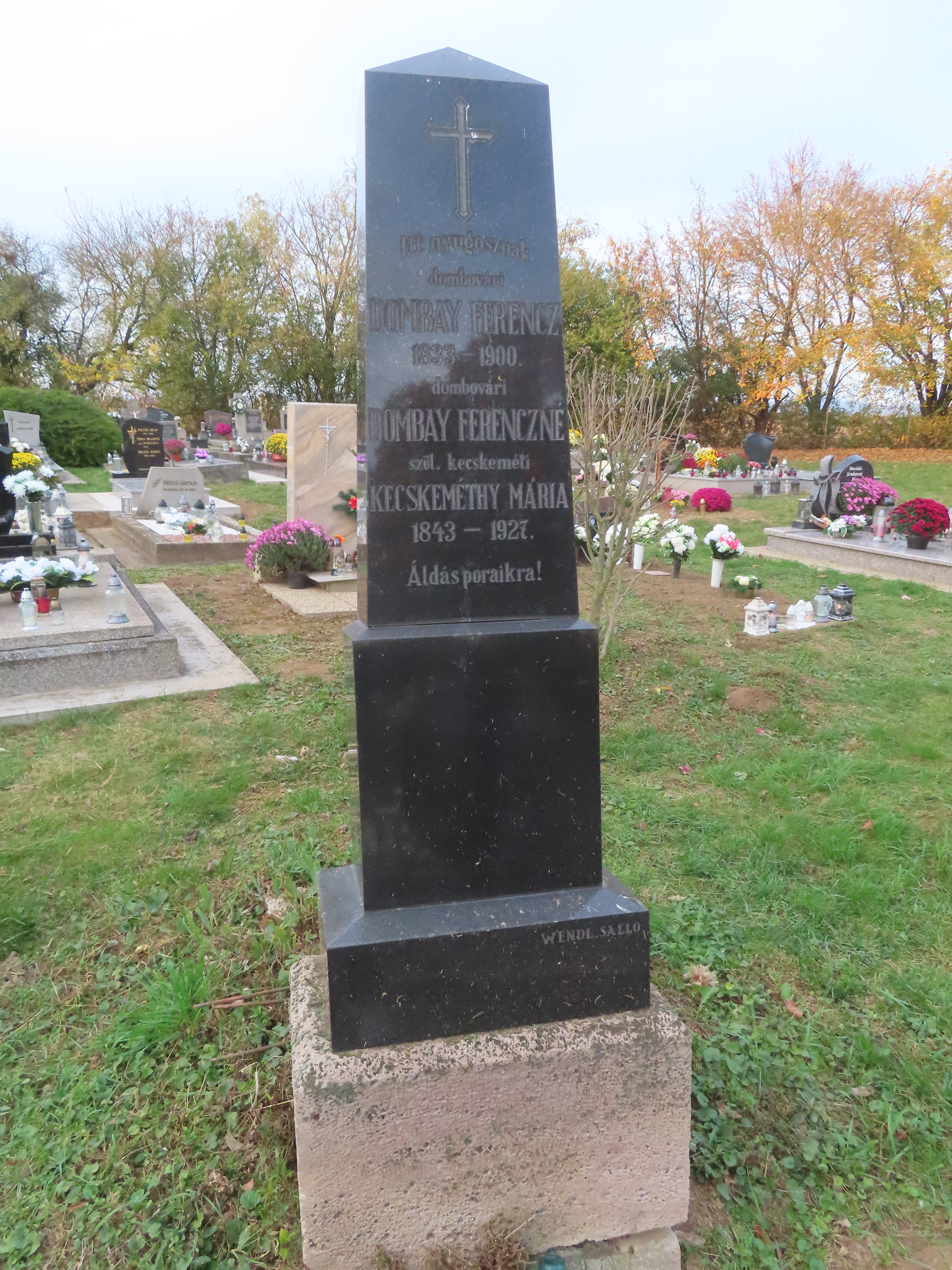
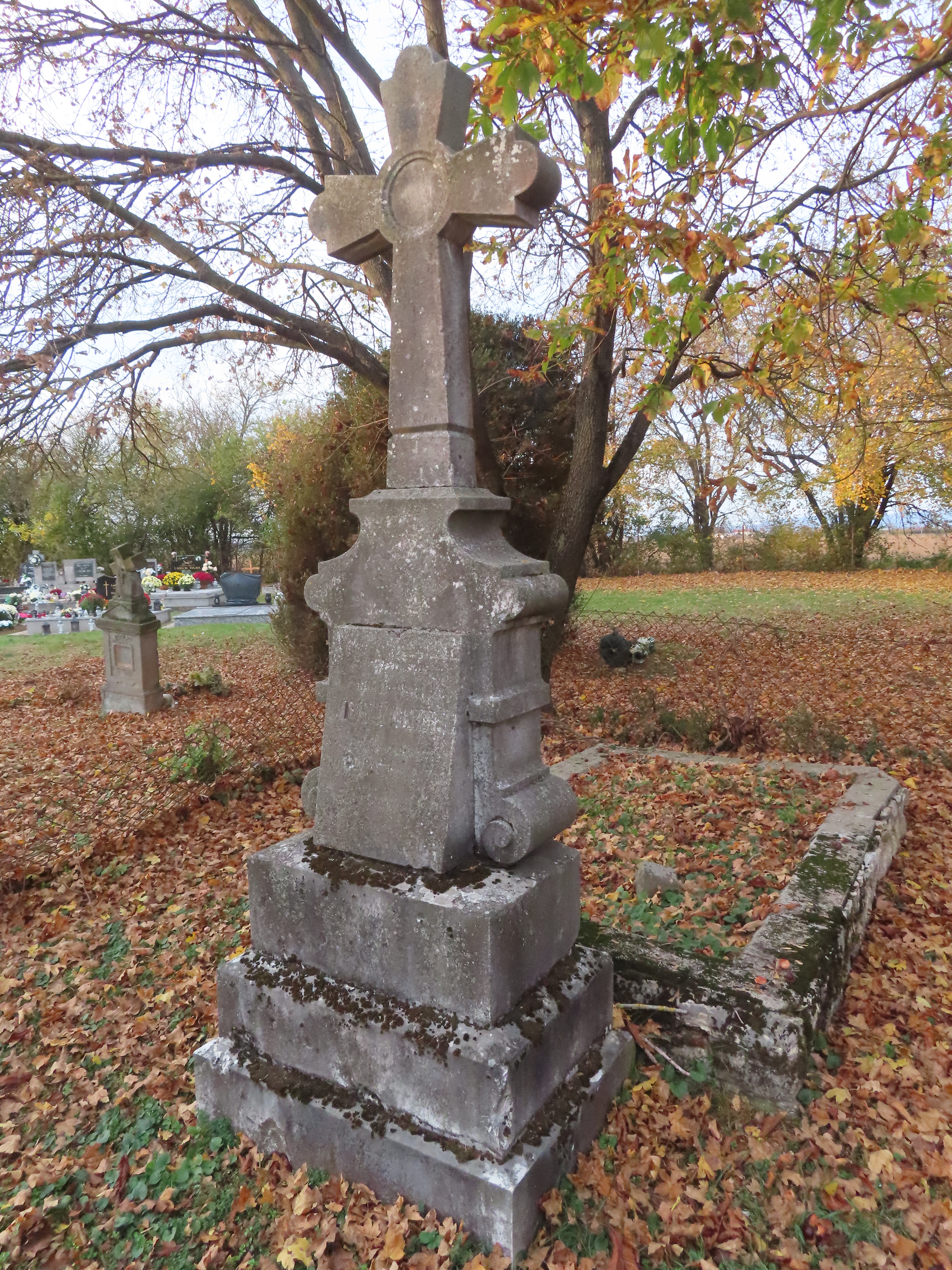
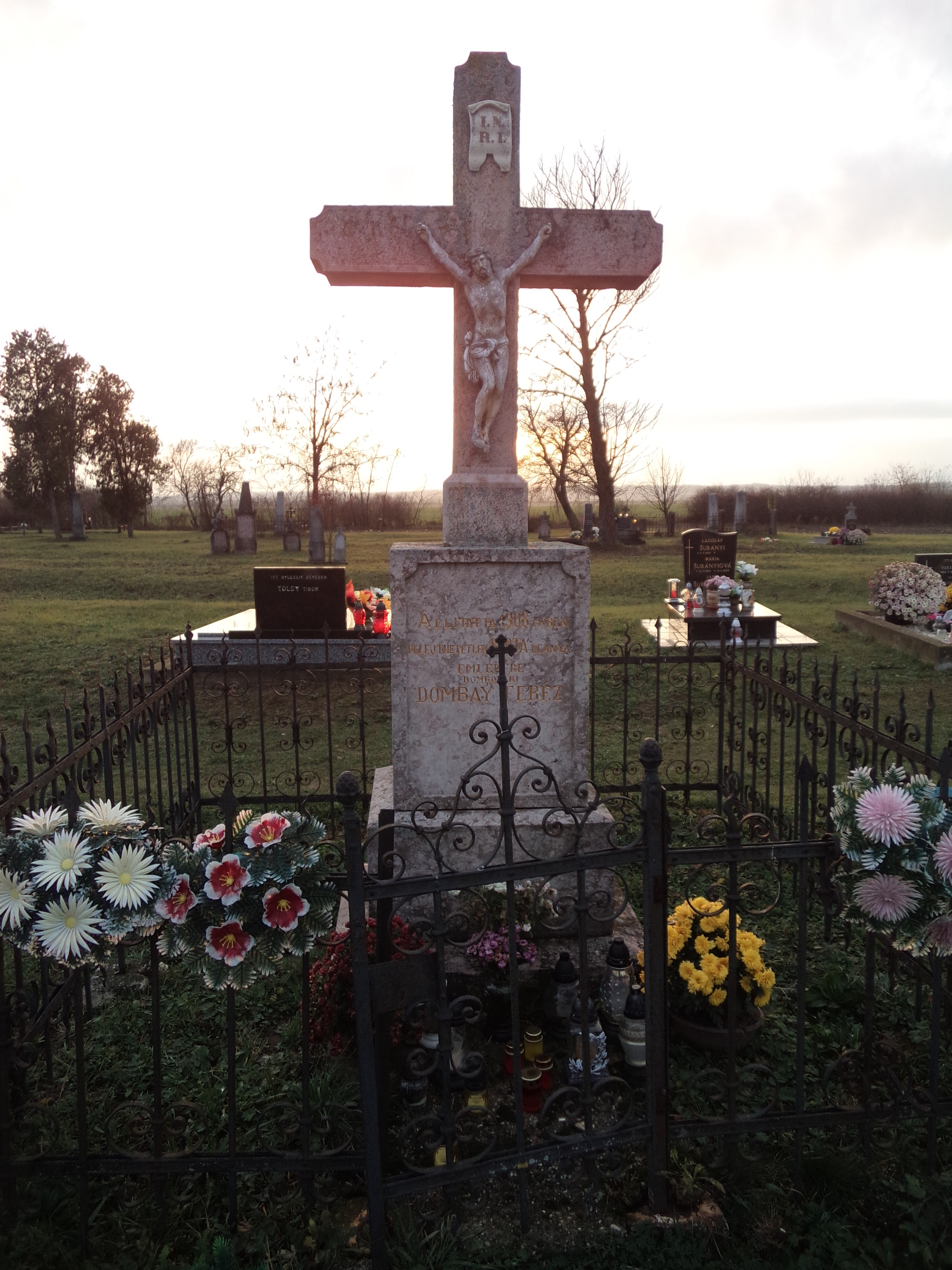
temetőkereszt
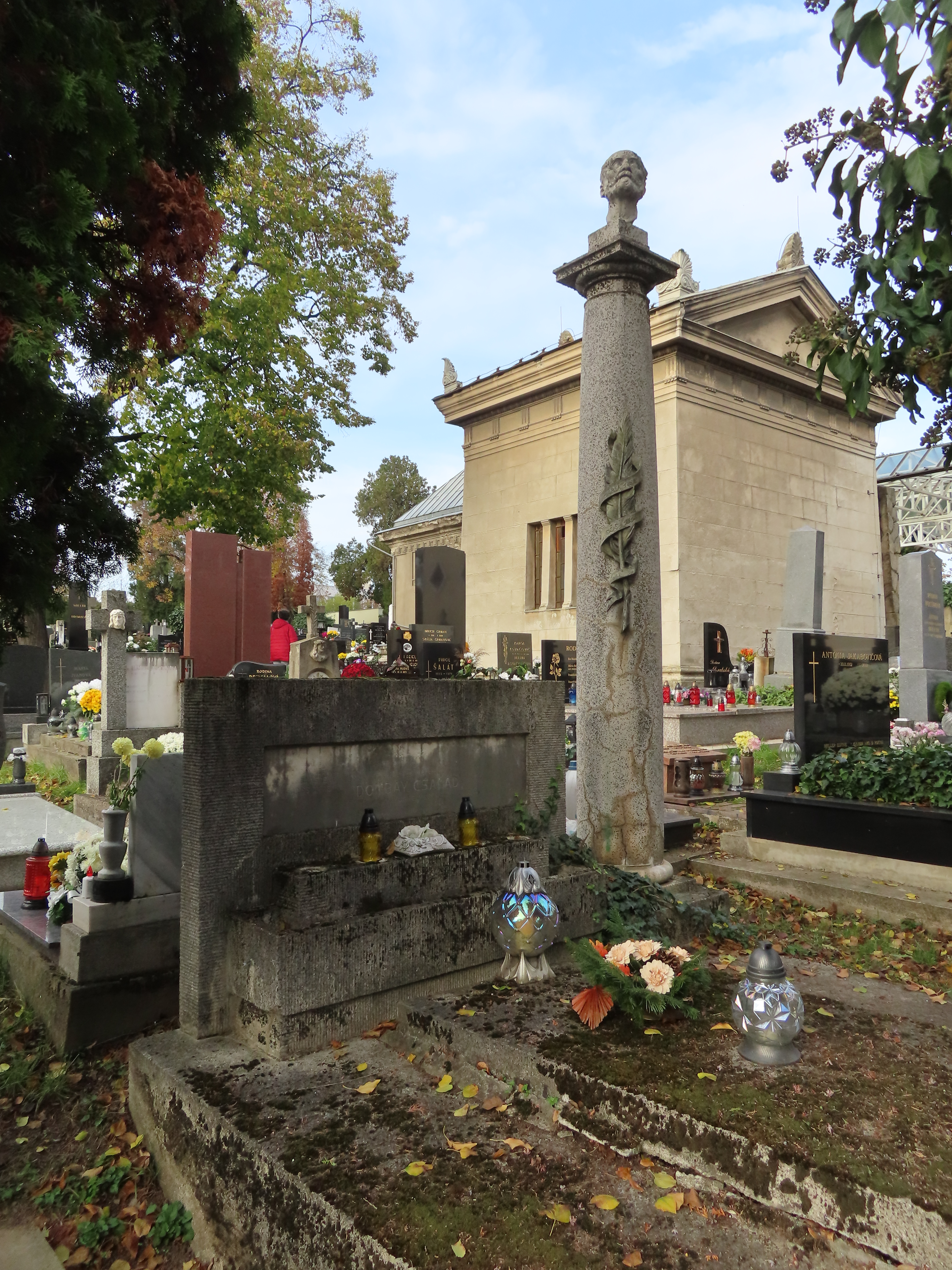
Nyitra
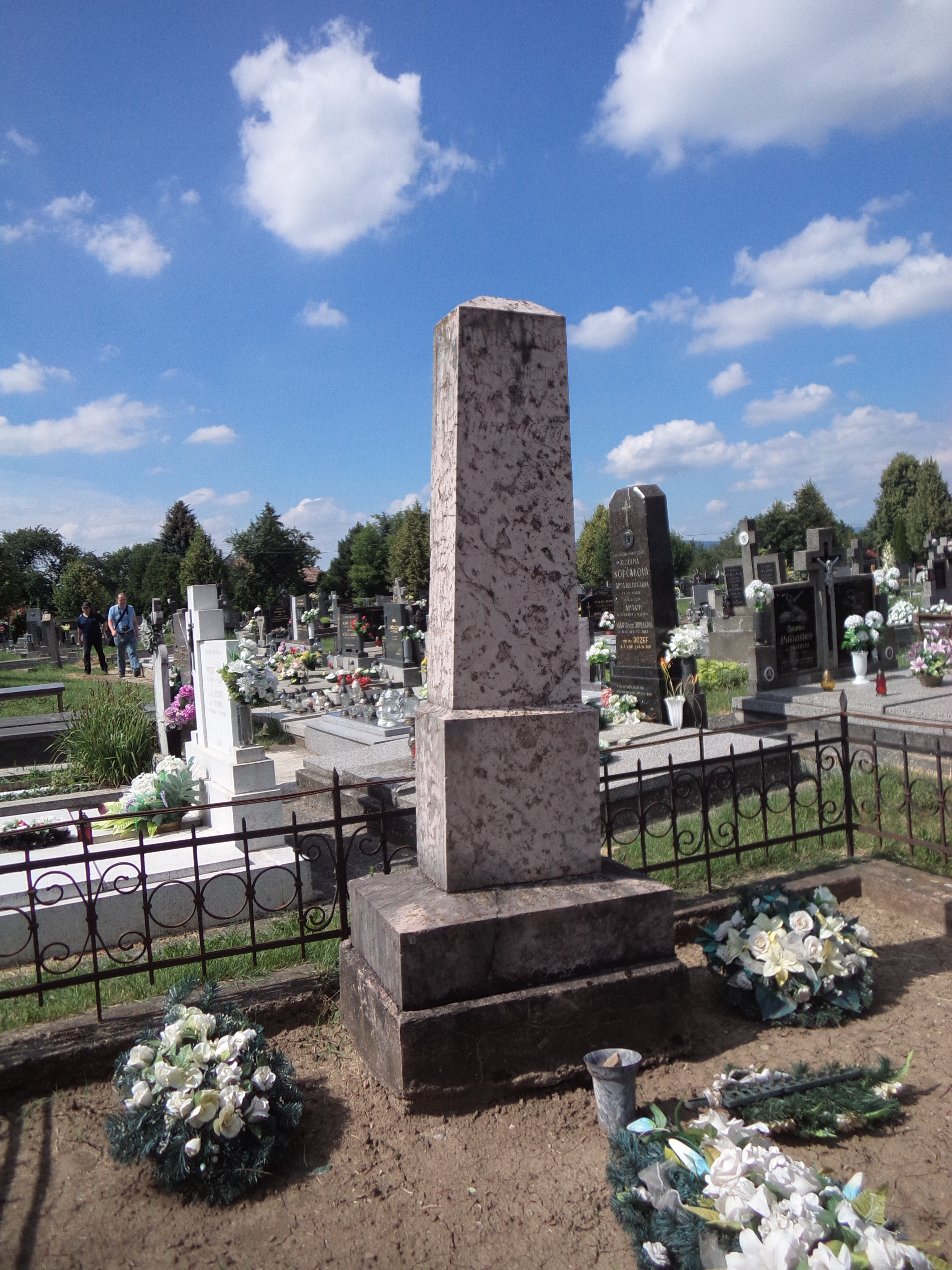
Nyitraivánka, Dombay János családi sírboltja

- Dombay András (18. század vége) Bars vármegye esküdtje
- Dombay Elek testőr, Bars vármegyei főszolgabiró
- Dombay Ignác veszprémi főszolgabiró
- Dombay Hugó (1846-1931) ügyvéd, költő, író, festő, zenész
- Dombay Ede (1855-1897) író, költő, újságíró, hivatalnok
- Dombay Vilmos (1842-1923) Bars vármegye alispánja
- Nyulassy Lajos András (1811-1892) jogász, autodidakta festőművész